# 徐邦裕
徐邦裕（1917年—1991年），男，江西九江人，中国暖通空调专家，曾任哈尔滨工业大学教授，第五、六、七届全国政协委员。